# Mattia Binotto
Mattia Binotto (* 3. listopadu 1969 v Lausanne) je švýcarsko-italský inženýr a bývalý šéf týmu Scuderie Ferrari ve Formuli 1. Do funkce byl jmenován 7. ledna 2019 a nahradil Maurizia Arrivabeneho.

## Kariéra
Binotto získal v roce 1994 bakalářský titul ve strojírenství na École Polytechnique Fédérale de Lausanne a poté magisterský titul v oboru strojírenství na univerzitě v Modeně a v Reggio Emilia. V roce 1995 nastoupil do Scuderie Ferrari v oddělení motorů. Byl součástí týmu během úspěšného počátku 21. století. V roce 2013 se stal vedoucím motorového oddělení, poté se v červenci 2016 stal technickým ředitelem (Ferrari) a nahradil Jamese Allisona. Během dvou let Binotta ve funkci CTO Ferrari opět soutěžilo o pravidelné vítězství v závodech. V roce 2019 byl povýšen na ředitele týmu a nahradil Maurizia Arrivabeneho. 